# تريفور شاين
تريفور شاين (بالإنجليزية: Trevor Shane)‏ هو كاتب أمريكي، ولد في 4 أبريل 1976 في نيوجيرسي في الولايات المتحدة.